# Штеффин, Маргарет
Маргарет Эмили Шарлотта Штеффин (нем. Margarete Emilie Charlotte Steffin; 21 марта 1908[…], Руммельсбург, Лихтенберг или Берлин — 4 июня 1941[…], Москва) — немецкая актриса. С 1931 года и до смерти любовница, переводчица, стенографистка и соавтор (наряду с Элизабет Гауптман и Рут Берлау) драматурга Бертольта Брехта.

## Биография
Родилась 21 марта 1908 года в Руммельсбурге в сельской общине Боксгаген-Руммельсбург к юго-востоку от Берлина, на реке Шпре в рабочей семье.
В 1931 году брала уроки у актрисы Елены Вайгель, жены драматурга Бертольта Брехта. Сыграла служанку в инсценировке Брехта по роману Максима Горького «Мать», поставленной в театре «Комёдиенхаус» 17 января 1932 года.
Стала любовницей, помощницей и соавтором (литературным негром) Брехта, наряду с Элизабет Гауптман и Рут Берлау.
Брехт практиковал коллективный творческий труд. Итогом сотворчества Штеффин и Брехта стали два романа, около 10 пьес (среди них «Жизнь Галилея», «Карьера Артуро Уи», «Круглоголовые и остроголовые», «Страх и отчаяние в Третьей империи», «Горации и Куриации», «Винтовки Тересы Каррар», «Допрос Лукулла» и «Мамаша Кураж и её дети») и переводы с шести языков. Комедия «Господин Пунтила и его слуга Матти» Брехта основана на набросках комедии, сочинённой Штеффин и финской писательницей Хеллой Вуолийоки.
В 1931 году Штеффин поставили диагноз туберкулёз.
После поджога Рейхстага 27 февраля 1933 года Брехт и его близкие, в том числе Маргарет Штеффин и Рут Берлау эмигрировали в Данию, а затем в Швецию. В апреле 1940 года они переехали в Финляндию.
Весной 1941 году Брехт и его близкие, в том числе Маргарет Штеффин и Рут Берлау отправились из Финляндии в США через СССР. 2 мая они получили визы для въезда в США, за исключением Маргарет Штеффин, в США не впускают больных. Удалось добиться для Штеффин гостевой визы и 13 мая Брехт и его сопровождающие отправились. 13 июня они должны были сесть на пароход Annie Johnson шведской компании Johnson Line во Владивостоке и 30 мая Брехт и его сопровождающие, за исключением Штеффин, здоровье которой ухудшилось, покинули Москву. При содействии секретаря Союза писателей Александра Фадеева Штеффин поместили в московский санаторий «Высокие горы» Центрального научно-исследовательского института туберкулёза (ЦНИИТ), где она умерла утром 4 июня 1941 года. Депешу с соболезнованиями, подписанную Фадеевым и заместителем председателя Иностранной комиссии Союза писателей Михаилом Аплетиным, отправили начальнику станции Улан-Удэ, где вечером вручили Брехту. Бертольд Брехт написал шесть коротких стихотворений, которые впоследствии были опубликованы под названием «После смерти моей сотрудницы М. Ш.» (“Nach dem Tod Meiner Mitarbeiterin M.S.”, перевод В. Куприянова):
Погиб мой генерал,

Погиб мой солдат.

 

Ушел мой ученик.

Ушел мой учитель.

 

Умер мой опекун,

Умер мой подопечный.

## Память
В 2001 году в её честь названа улица (Margarete-Steffin-Straße) в берлинском округе Митте.
В 70-ю годовщину со дня смерти, 4 июня 2011 года в берлинском районе Руммельсбург, где родилась Маргарет Штеффин, открыта мемориальная доска.